# Just Pickin'
Just Pickin' es un álbum de Steve Phillips que incluye distintas grabaciones de entre 1967 y 1981 con la colaboración de Brendan Croker, Mark Knopfler y Sholto Lenaghan. Se publicó por primera vez en 1996 y se publicó una versión extendida en 2002.

## Canciones
1. Just Pickin' (3:47)
2. Guitar Rag (2:37)
3. Moon Going Down (5:37)
4. Let's Go to Town (3:02)
5. Don't Drink It in Here (2:44)
6. Hometown Rag (3:10)
7. Hawkins Rag (3:02)
8. Hillbilly Boogie (2:47)
9. Swingin' with Lonnie (2:53)
10. Blues Stay Away from Me (2:31)
11. Dallas Rag (3:18)
12. Blue Guitars (2:55)
13. Deep Minor Rhythm (3:01)
14. My Washwomans Gone (3:18)
15. Chimes (3:52)
16. Bullfrog Moan (3:16)
17. Rolling Down to Memphis Town (2:42)
18. You May Leave, But This Will Bring You Back (2:26)
19. Cool Drink of Water (3:35)
20. I Couldn't Stay There (3:20)
21. Boogie Woogie Dance (4:30)

## Músicos
Daz Boyle - Tabla de lavar [5]

Pete Boyle - Guitarra [5]

Kevin Conlon - Guitarra [15], bajo [18]

Brendan Croker - Guitarra [3-4, 8, 9, 10, 19, 20-21], banjo [18]

Mick Dewhurst - Jug [5]

Viv Fisher - Piano [21]

Mark Knopfler - Guitarra [1, 6, 7, 11]

Sholto Lenaghan - Bajo [8-10, 21], guitarra [12-14, 16-17], ukelele [15], mandolina [18]

Steve Phillips - Guitarra [1-4, 6, 8-10, 12-21], mandolina [7, 11], piano [5]

Les Staves - Batería [21]

- Datos: Q9016798